# 1926年6月25日月食
1926年6月25日月食为一次在协调世界时1926年6月25日出現的半影月食。該次月食半影食分為0.700、全影食分為-0.289。

## 概述
這次月食的食分是18.26。

## 基本參數
- 類型：半影月食
- 食甚資料：
  - 日期：1926年6月25日
  - 時間：21:25
  - 月球位置：赤經18.26度、赤緯-22.2度
  - 食分：半影食分：0.700、全影食分：-0.289

## 外部連結
- NASA月食專頁（页面存档备份，存于）（英文）